# Triaenodes balticus
Triaenodes balticus is een fossiele soort schietmot uit de familie Leptoceridae.